# Tiếng Latinh thông tục
Tiếng Latinh thông tục (tiếng Latinh: sermo vulgaris, tiếng Anh: Vulgar Latin) hay còn được gọi là tiếng Latinh bình dân hoặc Latinh khẩu ngữ, là một phổ rộng bao gồm nhiều phương ngữ xã hội của tiếng Latinh được nói tại khu vực xung quanh bồn địa Địa Trung Hải trong và sau thời kỳ Đế quốc La Mã. Nó được phân biệt với tiếng Latinh cổ điển - là hình thức tiêu chuẩn cũng như thể viết của ngôn ngữ này.
Theo dòng lịch sử, tiếng Latinh thông tục ít được chuẩn hóa, có sự đa dạng và biến thể rất lớn tùy theo vùng miền địa lý. Các ngôn ngữ thuộc nhóm ngôn ngữ Rôman, đại diện tiêu biểu nhất là các ngôn ngữ quốc gia như tiếng Ý, tiếng Pháp, tiếng Tây Ban Nha, tiếng Bồ Đào Nha và tiếng Romania, đều được tiến hóa trực tiếp từ tiếng Latinh thông tục, mà không phải là tiếng Latinh cổ điển.

### Mất giới tính trung lập

Giới tính

### Động từ

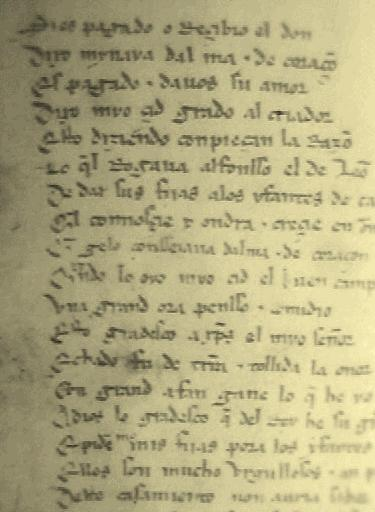
Cantar de Mio Cid (Bài hát của Cid của tôi) là văn bản tiếng Tây Ban Nha sớm nhất